# Saison 1 de Hardy Boys
Chronologie
Saison 2
 (juillet 2025).
Si vous disposez d'ouvrages ou d'articles de référence ou si vous connaissez des sites web de qualité traitant du thème abordé ici, merci de compléter l'article en donnant les références utiles à sa vérifiabilité et en les liant à la section « Notes et références ».
Cet article présente la première saison de la série télévisée The Hardy Boys, composée de treize épisodes,.

## Synopsis
Lorsque Frank et Joe Hardy déménagent à Bridgeport, avec leur père, ils cherchent à découvrir la vérité sur la tragédie qui vient tout juste de changer leur vie.

## Distribution

### Acteurs principaux
- Rohan Campbell (VF : Brieuc Lemaire) : Frank Hardy
- Alexander Elliot (VF : Arthur Dubois) : Joe Hardy
- James Tupper (VF : Karim Barras) : Fenton Hardy
- Keana Lyn Bastidas (VF : Marie Braam) : Callie Shaw
- Linda Thorson (VF : Myriam Thyrion) : Gloria Estabrook
- Bea Santos (VF : Claire Tefnin) : Gertrude « Trudy » Hardy
- Adam Swain (VF : Maxime Van Santfoort) : Chet Morton
- Cristian Perri (VF : Damien Locqueneux) : Phil Cohen
- Atticus Dean Mitchell (VF : Grégory Praet) : JB Cox
- Riley O'Donnell (VF : Alayin Dubois) : Elizabeth « Biff » Hooper
- Jennifer Hsiung (VF : Audrey d'Hulstère) : Jesse Hooper
- Laara Sadiq : Kanika Khan

### Acteurs récurrents
- Janet Porter (VF : Fabienne Loriaux) : Laura Hardy
- Stephen R. Hart : le Grand Homme
- Saad Siddiqui : Rupert Khan
- Vijay Mehta : Ahmed Kahn
- Rachel Drance : Stacy Baker
- Frank Licari : Paul McFarlane
- Bill Lake : Ezra Collig
- Philip Williams : Wilt
- Ric Garcia : Stefan
- Jim Codrington : Sam Peterson
- Philip Craig : George Estabrook

### Invités
- Sean Patrick Dolan : Ern Cullmore (épisodes 1 et 2)
- Tara J Paterson : Shawna Meyer (épisodes 1 et 2)
- Joan Gregson : Anya Kowalski (épisodes 3 et 11)
- Mark Sparks : Nigel (épisodes 4, 7 et 9)
- Marvin Kaye : Sergei Nabokov (épisodes 9 et 12)
- Jennifer Vallance : la tante de Stacy (épisodes 10, 12 et 13)
- Dennis Mirkovic : l'oncle de Stacy (épisodes 10, 12 et 13)
- Aidan Morris : Gloria jeune (épisodes 9 et 12)
- Elyssa Donovan : Laura jeune (épisode 12)

## Liste des épisodes
1. Bienvenue dans votre vie
2. Où la lumière ne peut vous trouver
3. De liberté et de plaisir
4. Secrets et mensonges
5. Le Décrochage
6. À la vue de tous
7. Une figure cachée
8. Ce qui s'est passé à Bridgeport
9. La Clef
10. La Chambre secrète
11. Piégés
12. Les yeux dans les yeux
13. Pendant que l'horloge tournait

### Épisode 1:Bienvenue dans votre vie
- États-Unis : 4 décembre 2020 sur Hulu
- Canada : 5 mars 2021 sur YTV
- France : 14 décembre 2022 sur Disney+

- Alexandra Beaton : Emma
- Charolette Lai : Sandra
- Tyler Murree : Aucoin
- Scott Edgecombe : Bill Cullmore
- Victor Ertmanis : le capitaine
- Thomas Kane : le pêcheur #1
- Goran Stjepanovic : le pêcheur #2
- Jordan Kronis : Cory
- Nadine Hyatt : l'officier de police

### Épisode 2:Où la lumière ne peut vous trouver
- États-Unis : 4 décembre 2020 sur Hulu
- Canada : 12 mars 2021 sur YTV
- France : 14 décembre 2022 sur Disney+

- Sana Asad : l'hôtesse de l'air
- Christian Martel : l'homme en noir
- Angela Furness : la réceptionniste de l'hôtel

### Épisode 3:De liberté et de plaisir
- États-Unis : 4 décembre 2020 sur Hulu
- Canada : 19 mars 2021 sur YTV
- France : 14 décembre 2022 sur Disney+

- Daveed Louza : le maître du jeu du ballon
- Jack Reslinski : l'enfant plus vieux
- Justin Landry : le maître du jeu du lancer d'anneaux
- André Dae Kim : Billy
- Andrei Maris : Curtis

### Épisode 4:Secrets et mensonges
- États-Unis : 4 décembre 2020 sur Hulu
- Canada : 26 mars 2021 sur YTV
- France : 14 décembre 2022 sur Disney+

- Diego Fuentes : le sergent de bureau
- Alex Armbruster : le garçon de salle
- Nadine Whiteman : la bibliothécaire
- Cleopatra Williams : l'infirmière
- Ashleigh Jones : l'officier de police
- Paul Rutledge : l'homme du téléphone

### Épisode 5:Le Décrochage
- États-Unis : 4 décembre 2020 sur Hulu
- Canada : 2 avril 2021 sur YTV
- France : 14 décembre 2022 sur Disney+

### Épisode 6:À la vue de tous
- États-Unis : 4 décembre 2020 sur Hulu
- Canada : 9 avril 2021 sur YTV
- France : 14 décembre 2022 sur Disney+

- Fuad Ahmed : Tan Likely
- Will Carr : le candidat pour Rosegrave
- Sean James Lee : Adams
- Nick Alachiotis : le garde
- Hudson Greenough : M. Dukay

### Épisode 7:Une figure cachée
- États-Unis : 4 décembre 2020 sur Hulu
- Canada : 16 avril 2021 sur YTV
- France : 14 décembre 2022 sur Disney+

- Sean Colby : Stavros Vasili
- Erin Noble : l'assistante grincheuse

### Épisode 8:Ce qui s'est passé à Bridgeport
- États-Unis : 4 décembre 2020 sur Hulu
- Canada : 23 avril 2021 sur YTV
- France : 14 décembre 2022 sur Disney+

- Talon Queffelec : Mme Ana Diaz
- Sergey Kornooukhov : le professeur

### Épisode 9:La Clef
- États-Unis : 4 décembre 2020 sur Hulu
- Canada : 30 avril 2021 sur YTV
- France : 14 décembre 2022 sur Disney+

- Alan Duggan : L'homme à l'air dur
- Sergey Kornooukhov : le professeur

### Épisode 10:La Chambre secrète
- États-Unis : 4 décembre 2020 sur Hulu
- Canada : 7 mai 2021 sur YTV
- France : 14 décembre 2022 sur Disney+

### Épisode 11:Piégés
- États-Unis : 4 décembre 2020 sur Hulu
- Canada : 14 mai 2021 sur YTV
- France : 14 décembre 2022 sur Disney+

- Diego Fuentes : le sergent de bureau

### Épisode 12:Les yeux dans les yeux
- États-Unis : 4 décembre 2020 sur Hulu
- Canada : 21 mai 2021 sur YTV
- France : 14 décembre 2022 sur Disney+

- Diego Fuentes : le sergent de bureau

### Épisode 13:Pendant que l'horloge tournait
- États-Unis : 4 décembre 2020 sur Hulu
- Canada : 28 mai 2021 sur YTV
- France : 14 décembre 2022 sur Disney+

- Diego Fuentes : le sergent de bureau